# Reggie Bullock
Reginald Ryedell „Reggie“ Bullock (* 16. März 1991 in Baltimore, Maryland) ist ein US-amerikanischer Basketballspieler. Er stand zuletzt 2024 bei den Houston Rockets in der National Basketball Association (NBA) unter Vertrag.

## Karriere

### Highschool & College
Reggie Bullock verbrachte seine Highschoolzeit an der Kinston High in Kinston, North Carolina.
Im Jahr 2010 begann er ein Studium an der University of North Carolina at Chapel Hill (UNC) und spielte beim UNC-Herren-Basketballteam, den Tar Heels. Im Laufe seiner Studienzeit konnte er seine Statistiken kontinuierlich verbessern, wobei er sich durch eine gute Trefferquote aus dem Feld und von der 3-Punkte-Linie auszeichnete.  Er erreichte in seinem Junior-Jahr 13,9 Punkte, 6,5 Rebounds pro Spiel und eine Quote für getroffene 3-Punkte-Würfe von 43,6 %. 2013 nahm Bullock an College-Turnieren der Atlantic Coast Conference (ACC) (14,5 Punkte, 8,3 Rebounds pro Spiel) und der National Collegiate Athletic Association (NCAA) (10,0 Punkte, 5,3 Rebounds pro Spiel) mit ebenfalls guten Statistiken teil.

### NBA
Nach Abschluss seines dritten College-Jahres wurde Reggie Bullock als 25. Pick im NBA-Draft 2013 von den Los Angeles Clippers ausgewählt, wo er seine Rookie-Saison verbrachte.
Am 16. Januar 2015 wurde er zu den Phoenix Suns getradet. Im Sommer 2015 wechselte er zu den Detroit Pistons, wo er sich als nach anfänglichen Schwierigkeiten als Stammspieler etablieren konnte. Kurz vor der Trade Deadline 2019 wurde er im Februar gegen Swjatoslaw Mychajljuk zu den Los Angeles Lakers transferiert. Im Juli 2019 unterschrieb er bei den New York Knicks.
Am 2. August 2021 wurde bekanntgegeben, dass Bullock einen 3-Jahres-Vertrag im Wert von 30,5 Millionen US-Dollar bei den Dallas Mavericks unterschrieben hatte.

## Karriere-Statistiken

### NBA

#### Reguläre Saison
| Saison  | Team                    | GP  | GS  | MPG  | FG % | 3P % | FT % | RPG | APG | SPG | BPG | PPG  |
| ------- | ----------------------- | --- | --- | ---- | ---- | ---- | ---- | --- | --- | --- | --- | ---- |
| 2013–14 | L.A. Clippers           | 43  | 0   | 9.2  | .355 | .301 | .778 | 1.3 | 0.3 | 0.2 | 0.0 | 2.7  |
| 2014–15 | L.A. Clippers / Phoenix | 36  | 2   | 9.4  | .343 | .326 | .667 | 1.4 | 0.2 | 0.3 | 0.1 | 1.9  |
| 2015–16 | Detroit                 | 37  | 0   | 11.6 | .439 | .415 | .933 | 1.8 | 0.7 | 0.3 | 0.1 | 3.3  |
| 2016–17 | Detroit                 | 31  | 5   | 15.1 | .422 | .384 | .714 | 2.1 | 0.9 | 0.6 | 0.1 | 4.5  |
| 2017–18 | Detroit                 | 62  | 52  | 27.9 | .489 | .445 | .796 | 2.5 | 1.5 | 0.8 | 0.2 | 11.3 |
| 2018–19 | Detroit / L.A. Lakers   | 63  | 60  | 29.8 | .412 | .377 | .859 | 2.7 | 2.0 | 0.6 | 0.2 | 11.3 |
| 2019–20 | New York                | 29  | 19  | 23.6 | .402 | .333 | .810 | 2.3 | 1.4 | 0.9 | 0.1 | 8.1  |
| 2020–21 | Dallas                  | 65  | 64  | 30.0 | .442 | .410 | .909 | 3.4 | 1.5 | 0.8 | 0.2 | 10.9 |
| 2021–22 | Dallas                  | 68  | 37  | 28.0 | .401 | .360 | .833 | 3.5 | 1.2 | 0.6 | 0.2 | 8.6  |
| 2022–23 | Dallas                  | 78  | 55  | 30.3 | .409 | .380 | .703 | 3.6 | 1.4 | 0.7 | 0.2 | 7.2  |
| Gesamt  | Gesamt                  | 512 | 294 | 23.7 | .425 | .384 | .827 | 2.7 | 1.2 | 0.6 | 0.1 | 7.7  |

#### Play-offs
| Saison  | Team          | GP | GS | MPG  | FG %  | 3P % | FT % | RPG | APG | SPG | BPG | PPG  |
| ------- | ------------- | -- | -- | ---- | ----- | ---- | ---- | --- | --- | --- | --- | ---- |
| 2013–14 | L.A. Clippers | 2  | 0  | 2.5  | 1.000 | -    | -    | 0.0 | 0.5 | 0.0 | 0.0 | 1.0  |
| 2015–16 | Detroit       | 2  | 0  | 11.0 | .833  | .667 | -    | 1.0 | 1.5 | 0.5 | 0.0 | 6.0  |
| 2020–21 | New York      | 5  | 5  | 32.4 | .385  | .345 | .800 | 3.4 | 1.2 | 0.6 | 0.2 | 8.8  |
| 2021–22 | Dallas        | 18 | 18 | 39.3 | .404  | .397 | .889 | 4.6 | 1.7 | 1.2 | 0.1 | 10.6 |
| Gesamt  | Gesamt        | 27 | 23 | 21.0 | .416  | .393 | .870 | 3.7 | 1.5 | 1.0 | 0.1 | 9.2  |